# 大有桥街章宅
大有桥街章宅位于中国浙江省嘉兴桐乡市濮院镇鸣凤社区大有桥街40-46号，由当地商人章辅臣建于清末，具有鲜明的江南水乡传统民居特色。
建筑坐西朝东，前临大有桥街、后依西市河，自西向东依次为披屋（建于临街照墙内侧）、平厅和楼厅（两侧有厢楼）三进，均为硬山顶砖木结构建筑，面阔均为三间，平厅和楼厅进深均为九檩（五架梁带前后双步），并均设有前后天井，西侧临河设有石埠两座。